# Liga Światowa w Piłce Siatkowej 2000 (składy)
Artykuł grupuje składy wszystkich reprezentacji narodowych w piłce siatkowej, które wystąpiły w Lidze Światowej 2000.
- Wiek na dzień 26 maja 2000 roku.
- Przynależność klubowa na koniec sezonu 1999/2000.

## Argentyna
Trener: Carlos Getzelevich
Asystent: Waldo Kantor
| Nr | Imię i nazwisko         | Data urodzenia (wiek) | Wzrost (cm) | Klub                      |
| -- | ----------------------- | --------------------- | ----------- | ------------------------- |
| 1  | Marcos Milinkovic       | 22.12.1971 (28)       | 205         | Sisley Treviso            |
| 2  | Jerónimo Nicola         | 07.04.1979 (21)       | 197         | Luz y Fuerza de Necochea  |
| 3  | Christian Lares         | 18.01.1974 (26)       | 199         | Club de Amigos            |
| 4  | Leandro Maly            | 29.01.1976 (24)       | 197         | Olympikus Azul            |
| 5  | Leonardo Patti          | 06.07.1978 (21)       | 187         | UBA                       |
| 6  | Javier Weber            | 06.01.1966 (34)       | 180         | Sport Club Ulbra          |
| 7  | Hugo Conte              | 14.04.1963 (37)       | 197         | Ferro Carril Oeste        |
| 8  | Juan Pablo Porello      | 27.06.1977 (22)       | 195         | Olympikus Azul            |
| 9  | Juan Manuel Serramalera | 14.03.1972 (28)       | 190         | UBA                       |
| 10 | Alejandro Spajić        | 07.05.1976 (24)       | 204         | Club Obras Sanitarias     |
| 11 | Jerónimo Bidegain       | 16.01.1977 (23)       | 200         | Club de Amigos            |
| 12 | Diego Gutiérrez         | 27.05.1976 (23)       | 186         | Club Atlético River Plate |
| 13 | Diego Torres            | 22.10.1974 (25)       | 200         | Mendoza de Regatas        |
| 14 | Sebastián Firpo         | 27.10.1976 (23)       | 186         | Club Obras Sanitarias     |
| 15 | Pablo Pereira           | 18.01.1974 (26)       | 190         | Pallavolo Loreto          |
| 16 | Adrián González         | 25.07.1977 (22)       | 190         | ?                         |
| 17 | Pablo Meana             | 10.06.1975 (24)       | 187         | Luz y Fuerza de Necochea  |
| 18 | César Cottini           | 28.03.1981 (19)       | 207         | ?                         |

## Brazylia
Trener: Radamés Lattari
Asystent: Marcelo Gonçalves
| Nr | Imię i nazwisko         | Data urodzenia (wiek) | Wzrost (cm) | Klub                 |
| -- | ----------------------- | --------------------- | ----------- | -------------------- |
| 1  | Ricardo Roim Micieli    | 21.01.1976 (24)       | 209         | Palmeiras Garulhos   |
| 2  | Marcelo Elgarten        | 09.11.1974 (25)       | 186         | Palermo Volley       |
| 3  | André Heller            | 17.12.1975 (24)       | 199         | Minas Tênis Clube    |
| 4  | Gilmar Teixeira         | 30.10.1970 (29)       | 193         | Unisul Esporte Clube |
| 5  | Luiz Monzillo Filho     | 29.03.1975 (25)       | 200         | Sport Club Ulbra     |
| 6  | Maurício Lima           | 27.01.1968 (32)       | 184         | Minas Tênis Clube    |
| 7  | Gilberto de Godoy Filho | 23.12.1976 (23)       | 192         | Minas Tênis Clube    |
| 8  | Douglas Chiarotti       | 10.11.1970 (29)       | 201         | Unisul Esporte Clube |
| 9  | Antônio Gouveia         | 20.04.1965 (35)       | 196         | Minas Tênis Clube    |
| 10 | Max Pereira             | 27.01.1970 (30)       | 198         | Telemig Celular      |
| 11 | Paulo Ricardo Ferreira  | 03.06.1970 (29)       | 187         | Unisul Esporte Clube |
| 12 | Nalbert Bitencourt      | 09.03.1974 (26)       | 195         | A.S. Volley Lube     |
| 13 | Gustavo Endres          | 23.08.1975 (24)       | 203         | Banespa              |
| 14 | Joel Monteiro           | 24.04.1974 (26)       | 200         | Banespa              |
| 15 | Dirceu da Silva Paulino | 12.09.1975 (24)       | 200         | Unisul Esporte Clube |
| 16 | Rodrigo Santana         | 17.04.1979 (21)       | 205         | Esporte Clube Suzano |
| 17 | Ricardo Garcia          | 19.11.1975 (24)       | 191         | Unisul Esporte Clube |
| 18 | Dante Amaral            | 30.09.1980 (19)       | 201         | Vôlei Três Corações  |

## Francja
Trener: Pierre Laborie
Asystent: Philippe Salvan
| Nr | Imię i nazwisko    | Data urodzenia (wiek) | Wzrost (cm) | Klub                    |
| -- | ------------------ | --------------------- | ----------- | ----------------------- |
| 1  | Renaud Herpe       | 21.07.1975 (24)       | 198         | A.S. Volley Lube        |
| 2  | Hubert Henno       | 06.10.1976 (23)       | 188         | Paris Volley            |
| 3  | Dominique Daquin   | 10.11.1972 (27)       | 198         | Stade Poitevin Poitiers |
| 4  | Stéphane Sapinart  | 18.03.1975 (25)       | 196         | Arago de Sète           |
| 5  | Jacques Yoko       | 29.04.1972 (28)       | 197         | AS Cannes               |
| 6  | Christophe Meneau  | 31.01.1968 (32)       | 203         | AS Cannes               |
| 7  | Stéphane Antiga    | 03.02.1976 (24)       | 200         | Paris Volley            |
| 8  | Laurent Capet      | 05.05.1972 (28)       | 202         | Tourcoing LM            |
| 9  | Frantz Granvorka   | 10.03.1976 (24)       | 195         | Pallavolo Parma         |
| 10 | Johan Cohen        | 23.09.1975 (24)       | 190         | Montpellier UC          |
| 11 | Loïc de Kergret    | 20.08.1970 (29)       | 193         | Volley Milano           |
| 12 | Luc Marquet        | 15.04.1970 (30)       | 194         | AS Capurso Gioia        |
| 13 | Laurent Chambertin | 29.09.1966 (33)       | 189         | Stade Poitevin Poitiers |
| 14 | Frédéric Havas     | 17.05.1973 (27)       | 195         | Arago de Sète           |
| 15 | Fabrice Bry        | 02.04.1972 (28)       | 200         | Pallavolo Verona        |
| 16 | Mathias Patin      | 25.04.1974 (26)       | 185         | Asnières Volley 92      |
| 17 | Dimitri Tsvetkov   | 30.06.1967 (32)       | 202         | Tourcoing LM            |
| 18 | Christian Strehlau | 13.04.1971 (29)       | 197         | Pallavolo Loreto        |

## Hiszpania
Trener:  Raúl Lozano
Asystent: Fernando Muñoz
| Nr | Imię i nazwisko      | Data urodzenia (wiek) | Wzrost (cm) | Klub                         |
| -- | -------------------- | --------------------- | ----------- | ---------------------------- |
| 1  | Rafa Pascual         | 16.03.1970 (30)       | 196         | Piemonte Volley              |
| 2  | Pedro Cabrera        | 31.10.1978 (21)       | 203         | CV Calvo Sotelo Gran Canaria |
| 3  | Raúl Dávila          | 28.02.1978 (22)       | 194         | CV Calvo Sotelo Gran Canaria |
| 4  | Alfonso Flores       | 24.08.1975 (24)       | 189         | PTV Malaga                   |
| 5  | Luis Pedro Suela     | 07.07.1976 (23)       | 195         | Numancia Voleibol            |
| 6  | Juan Carlos Vega     | 15.09.1975 (24)       | 192         | PTV Malaga                   |
| 7  | Miguel Ángel Falasca | 29.04.1973 (27)       | 194         | 4Torri Ferrara Volley        |
| 8  | Juan Carlos Robles   | 29.12.1967 (32)       | 204         | Club Vacanze Taranto         |
| 9  | Alexis Valido        | 09.03.1976 (24)       | 188         | PTV Malaga                   |
| 10 | Cosme Prenafeta      | 09.12.1971 (28)       | 188         | CV Almería                   |
| 11 | Carlos Carreño       | 19.04.1973 (27)       | 198         | CV Almería                   |
| 12 | Guillermo Falasca    | 24.10.1977 (22)       | 200         | PTV Malaga                   |
| 13 | José Antonio Casilla | 29.08.1979 (20)       | 197         | Numancia Voleibol            |
| 14 | José Luis Moltó      | 29.06.1975 (24)       | 206         | CV Almería                   |
| 15 | Ernesto Rodríguez    | 15.01.1969 (31)       | 191         | CV Almería                   |
| 16 | Juan José Salvador   | 18.12.1975 (24)       | 200         | A.S. Volley Lube             |
| 17 | Enrique De La Fuente | 11.08.1975 (24)       | 195         | Mezzolombardo Volley         |
| 18 | Antonio Cabrera      | 11.09.1977 (22)       | 201         | CV Calvo Sotelo Gran Canaria |

## Holandia
Trener: Toon Gerbrands
Asystent: Wim Koch
| Nr | Imię i nazwisko      | Data urodzenia (wiek) | Wzrost (cm) | Klub                          |
| -- | -------------------- | --------------------- | ----------- | ----------------------------- |
| 1  | Misha Latuhihin      | 26.12.1970 (29)       | 189         | VC Zorgvliet Antwerpen        |
| 2  | Frank Denkers        | 15.02.1971 (29)       | 186         | Dynamo Apeldoorn              |
| 3  | Sander Olsthoorn     | 21.07.1974 (25)       | 207         | Dynamo Apeldoorn              |
| 4  | Reinder Nummerdor    | 10.09.1976 (23)       | 194         | Porto Ravenna Volley          |
| 5  | Guido Görtzen        | 09.11.1970 (29)       | 202         | Panasonic Matsushita Panthers |
| 6  | Richard Schuil       | 02.05.1973 (27)       | 202         | A.S. Volley Lube              |
| 7  | Mike van de Goor     | 14.05.1973 (27)       | 207         | Pallavolo Padwa               |
| 8  | Kars van Tarel       | 30.09.1974 (25)       | 193         | VC Zwolle                     |
| 9  | Bas van de Goor      | 04.09.1971 (28)       | 208         | Pallavolo Modena              |
| 10 | Joost Kooistra       | 31.10.1976 (23)       | 196         | VC Zwolle                     |
| 11 | Erik Schuil          | 16.10.1977 (22)       | 195         | Sudosa                        |
| 12 | Peter Blangé         | 09.12.1964 (35)       | 205         | Vrevok Nieuwegein             |
| 13 | Martin van der Horst | 02.04.1965 (35)       | 214         | Volleyteam Roeselare          |
| 14 | Marko Klok           | 14.03.1968 (32)       | 194         | Piaggio Roma                  |
| 15 | Albert Cristina      | 18.11.1970 (29)       | 194         | Volleyteam Roeselare          |
| 16 | Justin Sombroek      | 15.02.1979 (21)       | 198         | Dynamo Apeldoorn              |
| 17 | Martijn Dieleman     | 11.05.1979 (21)       | 202         | Numancia Voleibol             |
| 18 | Peter van der Goot   | 29.05.1977 (22)       | 206         | VC Zwolle                     |

## Jugosławia
Trener: Zoran Gajić
Asystent: Veselin Vuković
| Nr | Imię i nazwisko  | Data urodzenia (wiek) | Wzrost (cm) | Klub                     |
| -- | ---------------- | --------------------- | ----------- | ------------------------ |
| 1  | Đorđe Đurić      | 24.04.1971 (29)       | 200         | Pallavolo Torino         |
| 2  | Časlav Perošević | 26.10.1979 (20)       | 203         | Budvanska Rivijera Budva |
| 3  | Vladimir Batez   | 07.09.1969 (30)       | 194         | Latina Volley            |
| 4  | Slobodan Kovač   | 13.09.1967 (32)       | 197         | Club Vacanze Taranto     |
| 5  | Marko Zlatić     | 09.07.1979 (20)       | 203         | Partizan Belgrad         |
| 6  | Slobodan Boškan  | 18.08.1975 (24)       | 197         | Olympiakos SFP           |
| 7  | Đula Mešter      | 03.04.1972 (28)       | 203         | AEK                      |
| 8  | Vasa Mijić       | 11.04.1973 (27)       | 186         | Vojvodina Nowy Sad       |
| 9  | Nikola Grbić     | 06.09.1973 (26)       | 195         | Sisley Treviso           |
| 10 | Vladimir Grbić   | 14.12.1970 (29)       | 193         | Piaggio Roma             |
| 11 | Ilija Nikolić    | 03.08.1974 (25)       | 194         | Budvanska Rivijera Budva |
| 12 | Andrija Gerić    | 24.01.1977 (23)       | 203         | Gabeca Montichiari       |
| 13 | Goran Vujević    | 27.02.1973 (27)       | 192         | Gabeca Montichiari       |
| 14 | Ivan Miljković   | 13.09.1979 (20)       | 206         | Partizan Belgrad         |
| 15 | Veljko Petković  | 23.01.1977 (23)       | 199         | Vojvodina Nowy Sad       |
| 16 | Ivan Ilić        | 19.12.1976 (23)       | 195         | Milicionar Belgrad       |
| 17 | Danilo Mrđa      | 17.06.1977 (22)       | 205         | Crvena zvezda Belgrad    |
| 18 | Igor Vušurović   | 24.09.1974 (25)       | 200         | EA Patras                |

## Kanada
Trener: Garth Pischke
Asystent: Dave Preston
| Nr | Imię i nazwisko       | Data urodzenia (wiek) | Wzrost (cm) | Klub                    |
| -- | --------------------- | --------------------- | ----------- | ----------------------- |
| 1  | Douglas Bruce         | 07.05.1974 (26)       | 197         | ?                       |
| 2  | Dan Lewis             | 03.04.1976 (24)       | 189         | University of Manitoba  |
| 3  | Keith Sanheim         | 01.03.1970 (30)       | 200         | bez klubu               |
| 4  | Kent Greves           | 29.04.1968 (32)       | 190         | Paris Volley            |
| 5  | Andy Zurawsky         | 09.04.1974 (26)       | 200         | CV Almería              |
| 6  | Jules Martens         | 11.04.1972 (28)       | 198         | bez klubu               |
| 7  | Paul Duerden          | 22.10.1974 (25)       | 196         | Paris Volley            |
| 8  | Scott Koskie          | 14.12.1971 (28)       | 190         | bez klubu               |
| 9  | Bruce Cameron Edwards | 17.11.1970 (29)       | 195         | Bayernwerk Wiedeń       |
| 10 | Gino Brousseau        | 04.09.1966 (33)       | 190         | Stade Poitevin Poitiers |
| 11 | Steve Brinkman        | 12.01.1978 (22)       | 204         | University of Manitoba  |
| 12 | Ross Ballard          | 14.11.1972 (27)       | 195         | bez klubu               |
| 13 | Dustin Reid           | 04.05.1974 (26)       | 189         | Bayer Wuppertal         |
| 14 | Murray Grapentine     | 24.09.1977 (22)       | 202         | Numancia Voleibol       |
| 15 | Jason Haldane         | 23.07.1971 (28)       | 203         | AS Cannes               |
| 16 | Terence Martin        | 01.11.1975 (24)       | 200         | Arago de Sète           |
| 17 | David Kantor          | 27.02.1974 (26)       | 204         | CV Almería              |
| 18 | Ian Taylor            | 10.05.1977 (23)       | 195         | University of Winnipeg  |

## Kuba
Trener: Juan Diaz Mariño
Asystent: Justo Morales González
| Nr | Imię i nazwisko           | Data urodzenia (wiek) | Wzrost (cm) | Klub                      |
| -- | ------------------------- | --------------------- | ----------- | ------------------------- |
| 1  | Leonel Marshall           | 25.09.1979 (20)       | 196         | Tomei Livorno             |
| 2  | Nicolás Vives             | 24.04.1970 (30)       | 189         | Cienfuegos                |
| 3  | Rodolfo Sánchez           | 27.05.1969 (30)       | 198         | Volley Forlì              |
| 4  | Alexis Batte              | 28.07.1971 (28)       | 191         | Mezzolombardo Volley      |
| 5  | Alexeis Argilagos         | 28.07.1975 (24)       | 199         | Camagüey                  |
| 6  | Iván Ruiz                 | 26.03.1977 (23)       | 197         | Porto Ravenna Volley      |
| 7  | Ángel Dennis              | 13.06.1977 (22)       | 194         | Palermo Volley            |
| 8  | Pavel Pimienta            | 03.08.1976 (23)       | 204         | Volley Forlì              |
| 9  | Raúl Diago                | 01.08.1967 (32)       | 191         | Matanzas                  |
| 10 | Tomás Aldazabal           | 30.05.1976 (23)       | 195         | Wild Volley Grottazzolina |
| 11 | Osvaldo Hernández         | 11.07.1970 (29)       | 198         | Piaggio Roma              |
| 12 | Ramón Gato                | 16.11.1973 (26)       | 192         | Camagüey                  |
| 13 | Alain Roca                | 07.09.1976 (23)       | 198         | Gabeca Montichiari        |
| 14 | Ihosvany Hernández Rivera | 06.08.1972 (27)       | 206         | Piaggio Roma              |
| 15 | Germán Izaguirre          | 06.02.1974 (26)       | 196         | Sil Volley Trebaseleghe   |
| 16 | Yosenqui García           | 07.01.1977 (23)       | 200         | Volley Milano             |
| 17 | Joel Olazábal             | 16.12.1975 (24)       | 198         | Ciudad Habana             |
| 18 | Yasser Romero             | 05.08.1979 (20)       | 190         | Lecce                     |

## Polska
Trener: Ryszard Bosek
Asystent: Wojciech Drzyzga
| Nr | Imię i nazwisko       | Data urodzenia (wiek) | Wzrost (cm) | Klub                             |
| -- | --------------------- | --------------------- | ----------- | -------------------------------- |
| 1  | Andrzej Stelmach      | 15.08.1972 (27)       | 200         | Piemonte Volley                  |
| 2  | Grzegorz Szymański    | 12.07.1978 (21)       | 202         | Płomień Sosnowiec                |
| 3  | Piotr Gruszka         | 08.03.1977 (23)       | 206         | Pallavolo Padwa                  |
| 4  | Witold Roman          | 06.03.1967 (33)       | 203         | Morze Szczecin                   |
| 5  | Paweł Zagumny         | 18.10.1977 (22)       | 200         | Morze Szczecin                   |
| 6  | Dawid Murek           | 24.07.1977 (22)       | 196         | AZS Częstochowa                  |
| 7  | Marcin Kocik          | 07.05.1979 (21)       | 196         | Czarni Radom                     |
| 8  | Rafał Musielak        | 22.08.1973 (26)       | 194         | Mostostal-Azoty Kędzierzyn-Koźle |
| 9  | Łukasz Żygadło        | 02.08.1979 (20)       | 201         | AZS Częstochowa                  |
| 10 | Marcin Nowak          | 17.10.1975 (24)       | 215         | Pallavolo Padwa                  |
| 11 | Marcin Prus           | 16.10.1978 (21)       | 198         | Mostostal-Azoty Kędzierzyn-Koźle |
| 12 | Jarosław Stancelewski | 11.05.1974 (26)       | 204         | Czarni Radom                     |
| 13 | Sebastian Świderski   | 26.06.1977 (22)       | 193         | GTPS Gorzów Wielkopolski         |
| 14 | Paweł Papke           | 13.02.1977 (23)       | 196         | Mostostal-Azoty Kędzierzyn-Koźle |
| 15 | Marian Kardas         | 26.01.1962 (38)       | 192         | VC Mendig                        |
| 16 | Marek Fornal          | 25.02.1968 (32)       | 203         | Płomień Sosnowiec                |
| 17 | Krzysztof Ignaczak    | 15.05.1978 (22)       | 188         | Płomień Sosnowiec                |
| 18 | Robert Szczerbaniuk   | 29.05.1977 (22)       | 199         | Mostostal-Azoty Kędzierzyn-Koźle |

## Rosja
Trener: Giennadij Szypulin
Asystent: Władimir Kondra
| Nr | Imię i nazwisko      | Data urodzenia (wiek) | Wzrost (cm) | Klub                        |
| -- | -------------------- | --------------------- | ----------- | --------------------------- |
| 1  | Stanisław Diniejkin  | 10.10.1973 (26)       | 216         | Pallavolo Parma             |
| 2  | Wadim Chamutckich    | 26.11.1969 (30)       | 196         | Erdemirspor                 |
| 3  | Siergiej Orlenko     | 10.02.1971 (29)       | 200         | AZS Częstochowa             |
| 4  | Rusłan Olichwier     | 11.04.1969 (31)       | 201         | Piemonte Volley             |
| 5  | Walerij Goriuszew    | 26.04.1973 (27)       | 198         | Piemonte Volley             |
| 6  | Igor Szulepow        | 16.11.1972 (27)       | 203         | JT Thunders                 |
| 7  | Aleksiej Kazakow     | 18.03.1976 (24)       | 217         | Pallavolo Modena            |
| 8  | Jewgienij Mitkow     | 23.03.1972 (28)       | 194         | VfB Friedrichshafen         |
| 9  | Siergiej Tietiuchin  | 23.09.1975 (24)       | 197         | Pallavolo Parma             |
| 10 | Roman Jakowlew       | 13.08.1976 (23)       | 202         | Volley Forlì                |
| 11 | Konstantin Uszakow   | 24.03.1970 (30)       | 198         | Biełogorje-Dinamo Biełgorod |
| 12 | Dienis Garkuszenko   | 09.02.1977 (23)       | 192         | Nieftianik Baszkirii Ufa    |
| 13 | Andriej Jegorczew    | 08.02.1978 (22)       | 205         | UEM-Izumrud Jekaterynburg   |
| 14 | Aleksandr Kosariew   | 30.09.1977 (22)       | 203         | Biełogorje-Dinamo Biełgorod |
| 15 | Aleksandr Gierasimow | 22.01.1975 (25)       | 201         | UEM-Izumrud Jekaterynburg   |
| 16 | Ilja Sawieljew       | 10.06.1971 (28)       | 202         | Pallavolo Parma             |
| 17 | Anatolij Sosunow     | 04.09.1973 (26)       | 186         | UEM-Izumrud Jekaterynburg   |
| 18 | Aleksiej Kuleszow    | 24.02.1979 (21)       | 206         | Biełogorje-Dinamo Biełgorod |

## Stany Zjednoczone
Trener: Doug Beal
Asystent: Marv Dunphy
| Nr | Imię i nazwisko    | Data urodzenia (wiek) | Wzrost (cm) | Klub                     |
| -- | ------------------ | --------------------- | ----------- | ------------------------ |
| 1  | Lloy Ball          | 17.02.1972 (28)       | 203         | bez klubu                |
| 2  | Greg Romano        | 11.04.1973 (27)       | 195         | bez klubu                |
| 3  | Michael Lambert    | 14.04.1974 (26)       | 200         | bez klubu                |
| 4  | Phil Eatherton     | 02.01.1974 (26)       | 207         | bez klubu                |
| 5  | Erik Sullivan      | 09.08.1972 (27)       | 194         | bez klubu                |
| 6  | Tom Sorensen       | 06.04.1971 (29)       | 198         | bez klubu                |
| 7  | John Hyden         | 07.10.1972 (27)       | 196         | bez klubu                |
| 8  | Gabriel Gardner    | 18.03.1976 (24)       | 209         | bez klubu                |
| 9  | Ryan Millar        | 22.01.1978 (22)       | 204         | Brigham Young University |
| 10 | Chip McCaw         | 24.03.1973 (27)       | 192         | bez klubu                |
| 11 | Chris Harger       | 10.02.1975 (25)       | 208         | VfB Friedrichshafen      |
| 12 | Thomas Hoff        | 09.06.1973 (26)       | 203         | bez klubu                |
| 13 | Jeff Nygaard       | 03.08.1972 (27)       | 203         | bez klubu                |
| 14 | Kevin Barnett      | 14.05.1974 (26)       | 200         | bez klubu                |
| 15 | George Roumain     | 28.03.1976 (24)       | 202         | bez klubu                |
| 16 | Dan Landry         | 15.01.1970 (30)       | 193         | bez klubu                |
| 17 | Andy Witt          | 21.03.1978 (22)       | 200         | Stanford University      |
| 18 | Brandon Taliaferro | 28.09.1977 (22)       | 196         | UCLA                     |

## Włochy
Trener: Andrea Anastasi
Asystent: Emanuele Zanini
| Nr | Imię i nazwisko     | Data urodzenia (wiek) | Wzrost (cm) | Klub               |
| -- | ------------------- | --------------------- | ----------- | ------------------ |
| 1  | Andrea Gardini      | 01.10.1965 (34)       | 202         | Piaggio Roma       |
| 2  | Marco Meoni         | 25.05.1973 (26)       | 196         | A.S. Volley Lube   |
| 3  | Pasquale Gravina    | 01.05.1970 (30)       | 201         | Sisley Treviso     |
| 4  | Luigi Mastrangelo   | 17.08.1975 (24)       | 202         | Piemonte Volley    |
| 5  | Paolo Tofoli        | 14.08.1966 (33)       | 188         | Piaggio Roma       |
| 6  | Samuele Papi        | 20.05.1973 (27)       | 190         | Sisley Treviso     |
| 7  | Andrea Sartoretti   | 19.06.1971 (28)       | 194         | Gabeca Montichiari |
| 8  | Marco Bracci        | 23.08.1966 (33)       | 197         | Piaggio Roma       |
| 9  | Lorenzo Bernardi    | 11.08.1968 (31)       | 199         | Sisley Treviso     |
| 10 | Simone Rosalba      | 31.01.1976 (24)       | 197         | A.S. Volley Lube   |
| 11 | Marco Molteni       | 03.09.1976 (23)       | 196         | Gabeca Montichiari |
| 12 | Mirko Corsano       | 28.10.1973 (26)       | 191         | A.S. Volley Lube   |
| 13 | Andrea Giani        | 22.04.1970 (30)       | 196         | Pallavolo Modena   |
| 14 | Alessandro Fei      | 29.11.1978 (21)       | 204         | A.S. Volley Lube   |
| 15 | Maurizio Castellano | 17.02.1971 (29)       | 193         | Pallavolo Modena   |
| 16 | Vigor Bovolenta     | 30.05.1974 (25)       | 202         | Palermo Volley     |
| 17 | Leondino Giombini   | 30.01.1975 (25)       | 205         | Palermo Volley     |
| 18 | Valerio Vermiglio   | 01.03.1976 (24)       | 190         | Pallavolo Padwa    |